# Aliabad-e Zahed Mahmud
Aliabad-e Zahed Mahmud (perski: علي اباد زاهد محمود) – wieś w południowym Iranie, w ostanie Fars. W 2006 roku miejscowość liczyła 183 mieszkańców w 42 rodzinach.